# Sicyopterus punctissimus
Sicyopterus punctissimus é uma espécie de peixe da família Gobiidae.
É endémica de Madagáscar.
Os seus habitats naturais são: rios.